# Vincenzo Bellini
Pour les articles homonymes, voir Bellini.
Œuvres principales
- Il pirata (1827)
- La sonnambula (1831)
- Norma (1833)
- I puritani (1835)

Vincenzo Bellini est un compositeur italien romantique, né le 3 novembre 1801 à Catane (royaume de Sicile), et mort le 23 septembre 1835 à Puteaux (France). Compositeur de musiques de chambre et de musiques sacrées, Bellini a laissé malgré sa courte carrière des opéras parmi les plus joués du répertoire lyrique, dont I Capuleti e i Montecchi (1830) , La sonnambula (1831), Norma (1831) et I puritani (1835).
Contemporain de Donizetti et de Rossini, il précède Verdi par une composition caractérisée par l'expression de la mélancolie et de sentiments tendres.

## Biographie

### Études
Élevé à Naples, au conservatoire de San Sebastiano, il a pour maîtres de composition Giovanni Furno, Giacomo Tritto et Niccolò Antonio Zingarelli,.

### Début
Il n'a pas encore terminé ses études lorsqu'il fait représenter sur la scène du conservatoire Adelson e Salvini, un petit opéra, que jouent trois de ses disciples. La fortune semble, dès ses débuts, le prendre en main, il se voit presque aussitôt chargé d'écrire pour le Teatro San Carlo (le premier de Naples) Bianca e Gernando, joué en 1826 par Giovanni Battista Rubini, Luigi Lablache et la soprano Adelaide Tosi. L'ouvrage est si bien reçu que Bellini est immédiatement invité à composer, pour la Scala de Milan, Il pirata en 1827, qui obtient un succès éclatant.
Bellini compose ensuite La straniera (« L'étrangère »), Zaira et I Capuleti ed i Montecchi (« Les Capulet et les Montaigu »). Sa renommée est établie lorsqu'il revient à Milan donner son premier chef-d'œuvre : La sonnambula, qui fait résonner son nom aux quatre coins de l'Europe grâce à son air Ah! non credea mirarti.

### Les années 1830
À la fin de cette même année 1831, et de nouveau à Milan, il fait représenter Norma, son œuvre la plus connue. En 1833, Bellini donne à Venise Beatrice di Tenda, qui est un semi-échec. Sur l'initiative de Rossini, il est alors chargé de composer un opéra nouveau pour le Théâtre-Italien de Paris. Il vient donc en France au printemps 1833, s'installe aux Bains chinois, tout en séjournant à Puteaux, dans la maison d'un ami. Il compose I puritani (Les Puritains), qui est représenté en 1835 et fait un triomphe.

### Mort
Le compositeur meurt quelques jours plus tard d'une dysenterie, seulement âgé de 33 ans à Puteaux. Inhumé au cimetière du Père-Lachaise (division 11), il est exhumé, 40 ans après sa mort, et ses restes sont transportés à Catane, sa ville natale, où il est enterré dans la cathédrale Sainte-Agathe. Le cercueil ayant servi à transporter sa dépouille est exposé au Musée Bellini situé dans la maison où il vécut à Catane. Le mausolée du Père-Lachaise, réalisé par Carlo Marochetti, est resté tel qu'il était aux premières obsèques.

## Hommages
Bellini est décoré de la Légion d'honneur par Louis-Philippe Ier aux Tuileries, au printemps 1835. Pour l'anecdote, sa médaille, à son retour à Catane, est venue orner la statue de Sainte Agathe dans la cathédrale.
Gaetano Donizetti compose, sur proposition de Giovanni Ricordi, une cantate à la mémoire de Bellini sur des vers d’Andrea Maffei et en octobre 1835, il propose un Requiem à la mémoire de Bellini, qui sera créé en 1870 à Santa Maria Maggiore de Bergame. Le compositeur donnera aussi une Sinfonia pour orchestre sur des thèmes de Vincenzo Bellini.
Le Teatro Massimo Vincenzo Bellini (litt. en français : Grand Théâtre Vincenzo-Bellini), la principale salle d'opéra de sa ville natale, a été nommé ainsi en hommage à l'un des plus célèbres enfants de la cité sicilienne. Il a été inauguré le 31 mai 1890 avec une représentation de son opéra Norma.
Une espèce de champignon ; Suillus bellinii, a également été nommé en son honneur.
A Paris, la rue Bellini, située dans le 16ᵉ arrondissement, dans le quartier de la Muette, débute au 21, rue Scheffer et se termine au 30, avenue Paul-Doumer. Cette voie mesure 73 mètres de long et 7 mètres de large. Initialement ouverte en 1823 sous le nom de « rue de la Planchette », elle a été renommée « rue Bellini » par un décret du 24 août 1864.
Le Cimetière du Père-Lachaise accueille un cénotaphe Bellini , division 11. Conçu par l'architecte Guillaume Abel Blouet et le sculpteur Carlo Marochetti, le monument présente un médaillon de Bellini, une lyre entourée de palmes, les noms de ses neuf opéras et les villes où ses œuvres ont été jouées de son vivant. À l'origine, une statue de femme ailée ornait le monument, mais elle a disparu à la fin du XIXᵉ siècle. Un buste en marbre de Bellini, réalisé en 1865 par le sculpteur Hippolyte Ferrat, est conservé au Conservatoire national supérieur de musique et de danse de Paris. Le Musée Carnavalet, dédié à l'histoire de Paris, possède un buste en plâtre de Bellini sculpté en 1835 par Jean-Pierre Dantan, dit Dantan Jeune

## Redécouverte
Les années 1950 et 1960 marquent le début de la redécouverte de l'œuvre de Bellini. Si Maria Callas interprète dès 1949 Norma, rôle qui la suivra toute sa carrière, elle réhabilitera aussi La Sonnambula en 1955 à Cologne, Il Pirata en 1958 à la Scala et I Puritani. Début 1960, Joan Sutherland interprètera Beatrice di Tenda permettant donc sa redécouverte. En 1966, le rôle de Roméo dans I Capuleti e i Montecchi est retranscrit pour un ténor, contribuant donc à la diffusion de la renommée de l'opéra.

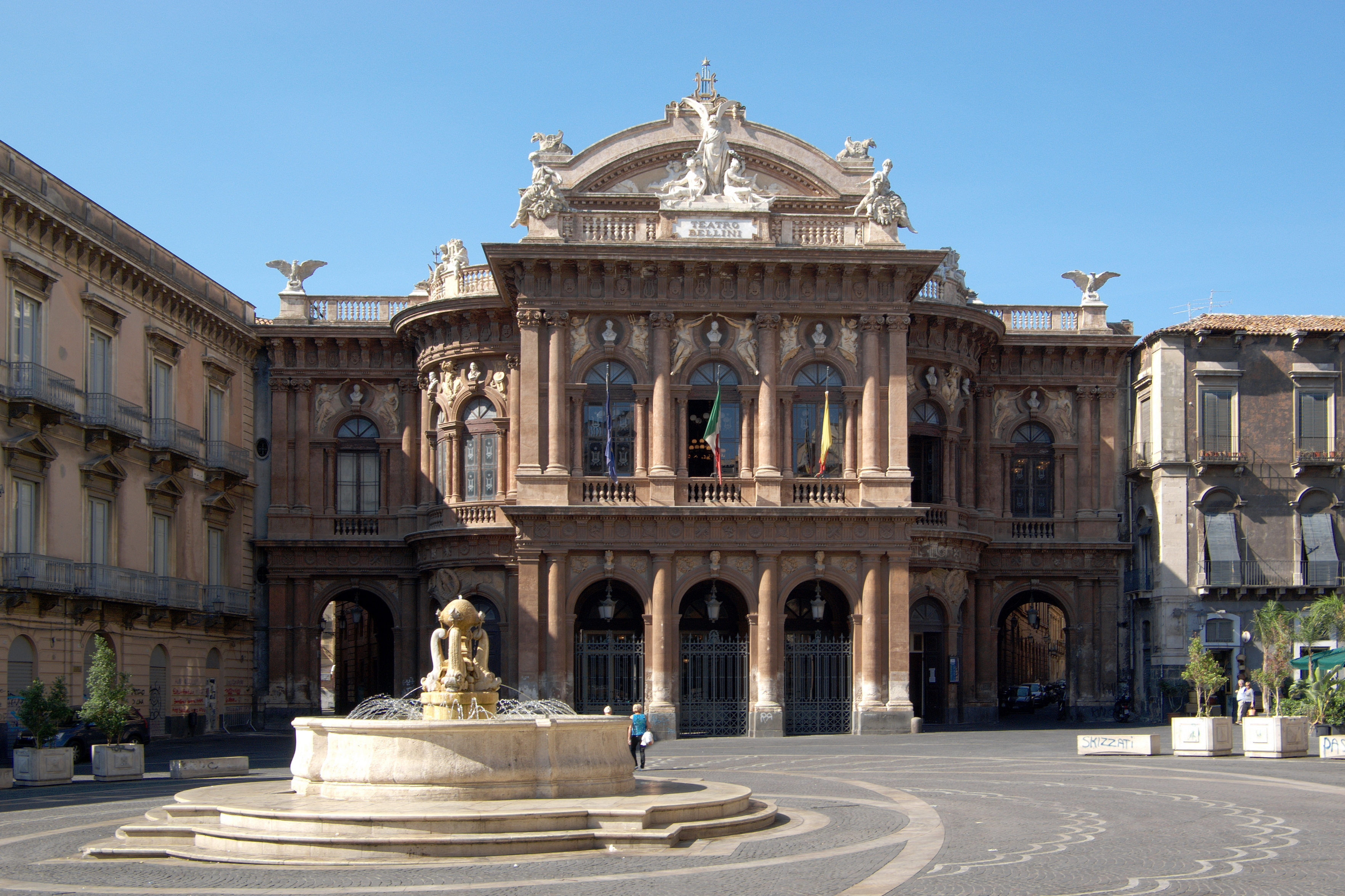
Le Teatro massimo Bellini.

## Style
Bellini est considéré comme l'un des plus grands « mélodistes lyriques », ayant influencé Chopin. Sa personnalité musicale peut difficilement se laisser enfermer dans un schéma historico-stylistique. Tout en demeurant fidèle aux concepts musicaux hérités des grands compositeurs qui l'ont précédé, Bellini est un tenant de la primauté du chant. Toutefois, en son temps, Stendhal souligne, dès La straniera, la rupture stylistique avec la tentative rossinienne de renouveler les formes de l'opéra baroque, Bellini participant, à la suite de Cherubini et Spontini, à la promotion d'un style « classique ». Doué d'un prodigieux génie mélodique, il consacre sa vie à la composition et brille dans l'art de créer des mélodies d'une parfaite limpidité. Certains critiques lui reprochent une « légèreté » dans l'accompagnement. Il construit ses harmonies et orchestrations de manière simple, mais il excelle dans l'expression des sentiments tendres et mélancoliques.
Il apporte, à Milan puis à Paris, l'aura de la culture méditerranéenne antique que l'Europe a idéalisée dans le classicisme. Ce renouveau enthousiasme tellement Wagner qu'il choisit la Sicile pour situer son opéra Das Liebesverbot, oder Die Novize von Palermo, adoptant la clarté du langage lyrique de Bellini.

## Cinéma
- 1954 : À toi... toujours de Carmine Gallone : version nouvelle, avec une autre distribution, du film Casta Diva du même réalisateur (1935).

## Iconographie
Une médaille posthume à l'effigie de Bellini, gravée par Filippo Speranza, est frappée par la ville de Catane en 1876, pour remercier la Ville de Paris de la restitution de la dépouille du musicien à sa ville natale. Un exemplaire en or de cette médaille est conservé au musée Carnavalet (ND 0011).

## Œuvre
Vincenzo Bellini est l'auteur d'environ 60 œuvres musicales.

### Opéras
Les opéras ci-après sont en deux actes, sauf Adelson e Salvini et I puritani, en trois actes.
| Titre original                                | Titre français                | Auteur du livret     | Genre           | Première représentation                                           |
| --------------------------------------------- | ----------------------------- | -------------------- | --------------- | ----------------------------------------------------------------- |
| Adelson e Salvini                             | Adelson et Salvini            | Andrea Leone Tottola | opera semiseria | 12 février 1825 Naples, Real Collegio di Musica di San Sebastiano |
| Bianca e Gernando                             | Bianca et Gernando            | Domenico Gilardoni   | opera seria     | 30 mai 1826 Naples, Teatro San Carlo                              |
| Il pirata                                     | Le Pirate                     | Felice Romani        | opera seria     | 27 octobre 1827 Milan, Teatro alla Scala                          |
| Bianca e Fernando (rév. de Bianca e Gernando) | Bianca et Fernando            | Felice Romani        | opera seria     | 7 avril 1828 Gênes, Teatro Carlo Felice                           |
| La straniera                                  | L'Étrangère                   | Felice Romani        | opera seria     | 14 février 1829 Milan, Teatro alla Scala                          |
| Zaira                                         | Zaira                         | Felice Romani        | opera seria     | 16 mai 1829 Parme, Teatro ducale                                  |
| I Capuleti e i Montecchi                      | Les Capulets et les Montaigus | Felice Romani        | opera seria     | 11 mars 1830 Venise, Teatro La Fenice                             |
| La sonnambula                                 | La Somnambule                 | Felice Romani        | opera semiseria | 6 mars 1831 Milan, Teatro Carcano                                 |
| Norma                                         | Norma                         | Felice Romani        | opera seria     | 26 décembre 1831 Milan, Teatro alla Scala                         |
| Beatrice di Tenda                             | Béatrice de Tende             | Felice Romani        | opera seria     | 16 mars 1833 Venise, Teatro La Fenice                             |
| I puritani                                    | Les Puritains                 | Carlo Pepoli         | opera seria     | 24 janvier 1835 Paris, Théâtre-Italien                            |

### Musique vocale de chambre

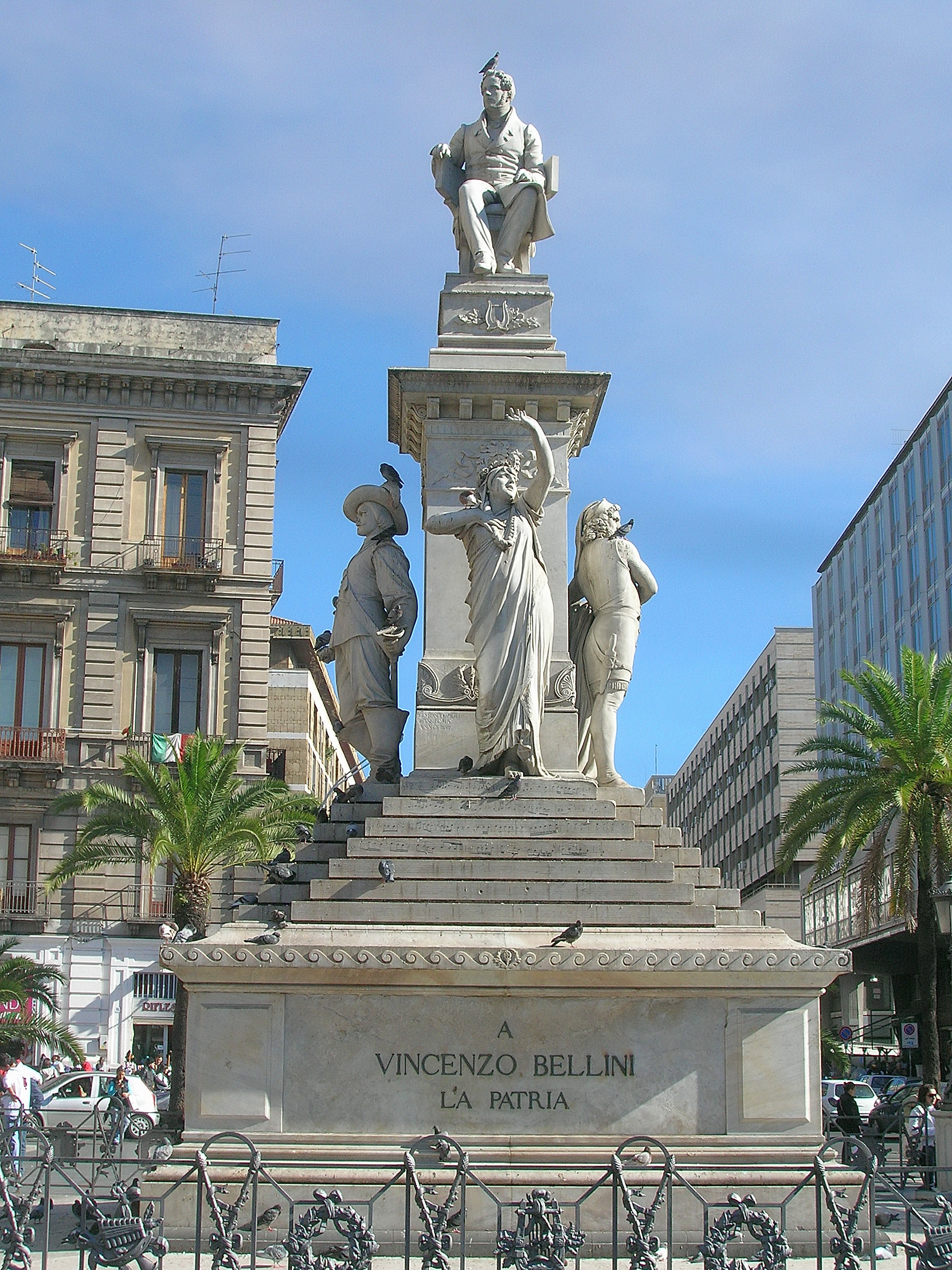
Monument à Bellini sur la Piazza Stesicoro à Catane.

Les compositions ci-après sont, sauf indication contraire, pour une voix et piano.
- La farfalletta, canzoncina (petite chanson) (1813)
- Dolente immagine, sur des vers de Giulio Genoino (?)
- Non t'accostare all'urna, d'attribution incertaine, sur des vers de Jacopo Vittorelli
- Quando verrà quel dì (1828?)
- Venticiel che l'ali d'oro
- Sei ariette da camera dedicate a Marianna Pollini (six ariettes de chambre dédiées à Marianna Pollini) (1829) :
  - Malinconia, ninfa gentile, sur des vers d'Ippolito Pindemonte
  - Vanne, o rosa fortunata
  - Bella Nice, che d'amore
  - Almen se non poss'io, sur des vers de Pietro Metastasio
  - Per pietà, bell'idol mio, sur des vers de Pietro Metastasio
  - Ma rendi pur contento, sur des vers de Pietro Metastasio
- Guarda che bianca luna, sur des vers de Jacopo Vittorelli (1832)
- Vaga luna che inargenti, arietta (1833)
- Soirées musicales
- L'abbandono (1833-34)
- L'allegro marinaro, ballata (Ballade)
- La ricordanza, sur des vers de Carlo Pepoli (1834)
- Odia la pastorella, sur des vers de Pietro Metastasio (1834)
- O crudel che il mio pianto non vedi (1835?)
- Rêve d'enfance, sur des vers d'Émilien Pacini
- Les joyeux matelots
- Viens, prier enfant, d'attribution incertaine, sur des vers de Bay-Harale
- Dalla guancia scolorita, canon pour soprano, ténor et piano (1835)
- Toujours verser des larmes!, sur des vers de Napoléon Crevel de Charlemagne (1835)
- Chi per quest'ombre dell'umana vita, canon libre à quatre voix, vers de Giovanni Guidiccioni (1835)
- Le souvenir présent céleste (1835)
- Il fervido desiderio, arietta

### Arias et cantates

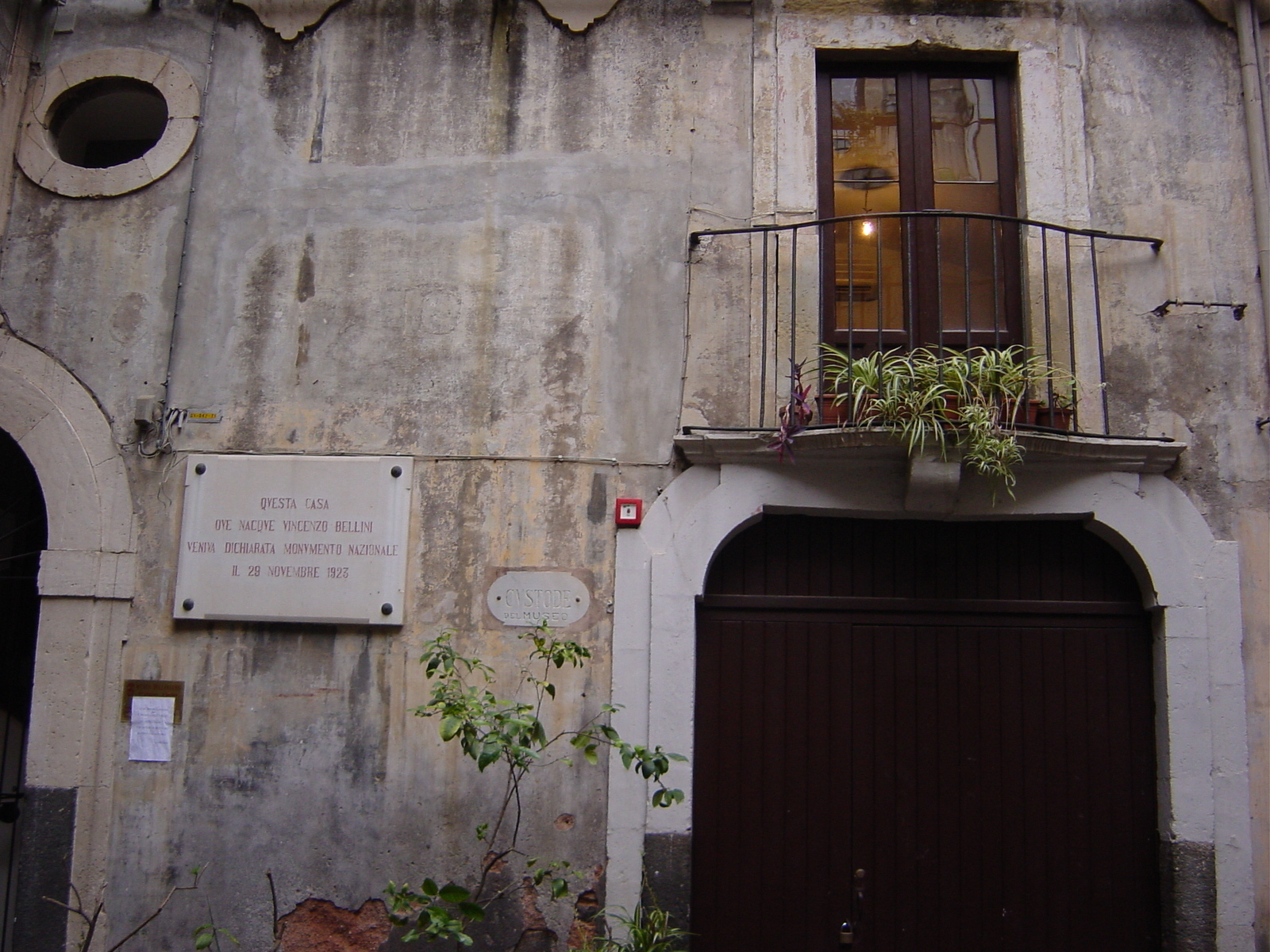
Cour de la maison natale de Bellini à Catane.

- T'intendo, sì, mio cor, vers de Pietro Metastasio, pour quatre soprani, sans accompagnement
- No, traditor non curo, aria pour soprano et piano (à l'origine probablement pour soprano et orchestre)
- Sì, per te gran nume eterno, cavatine pour soprano et orchestre (avant 1825)
- Gioite, amiche contrade, aria de Cerere, pour soprano et orchestre
- E nello stringerti a questo core, aria pour voix et orchestre (avant 1825)
- Torna, vezzosa Fillide, cantate pour soprano et accompagnement
- Imene, cantate nuptiale pour soprano, deux ténors et orchestre (1824?)
- Quando incise su quel marmo, scène et aria pour contralto et orchestre, vers de Giulio Genoino (?) (1824?)
- Giacché tu dei lasciarmi, scène et aria pour voix et piano[12]

### Œuvres vocales perdues
- Scena ed aria di Cerere[13]
- Mancar mi sento il cor
- Numi, se giusti siete, sur des vers de Pietro Metastasio
- Amore, sur des vers de Carlo Pepoli
- Malinconia, sur des vers de Carlo Pepoli
- La speranza, sur des vers de Carlo Pepoli
- Alla luna, sur des vers de Carlo Pepoli (1834-35)

### Musique symphonique

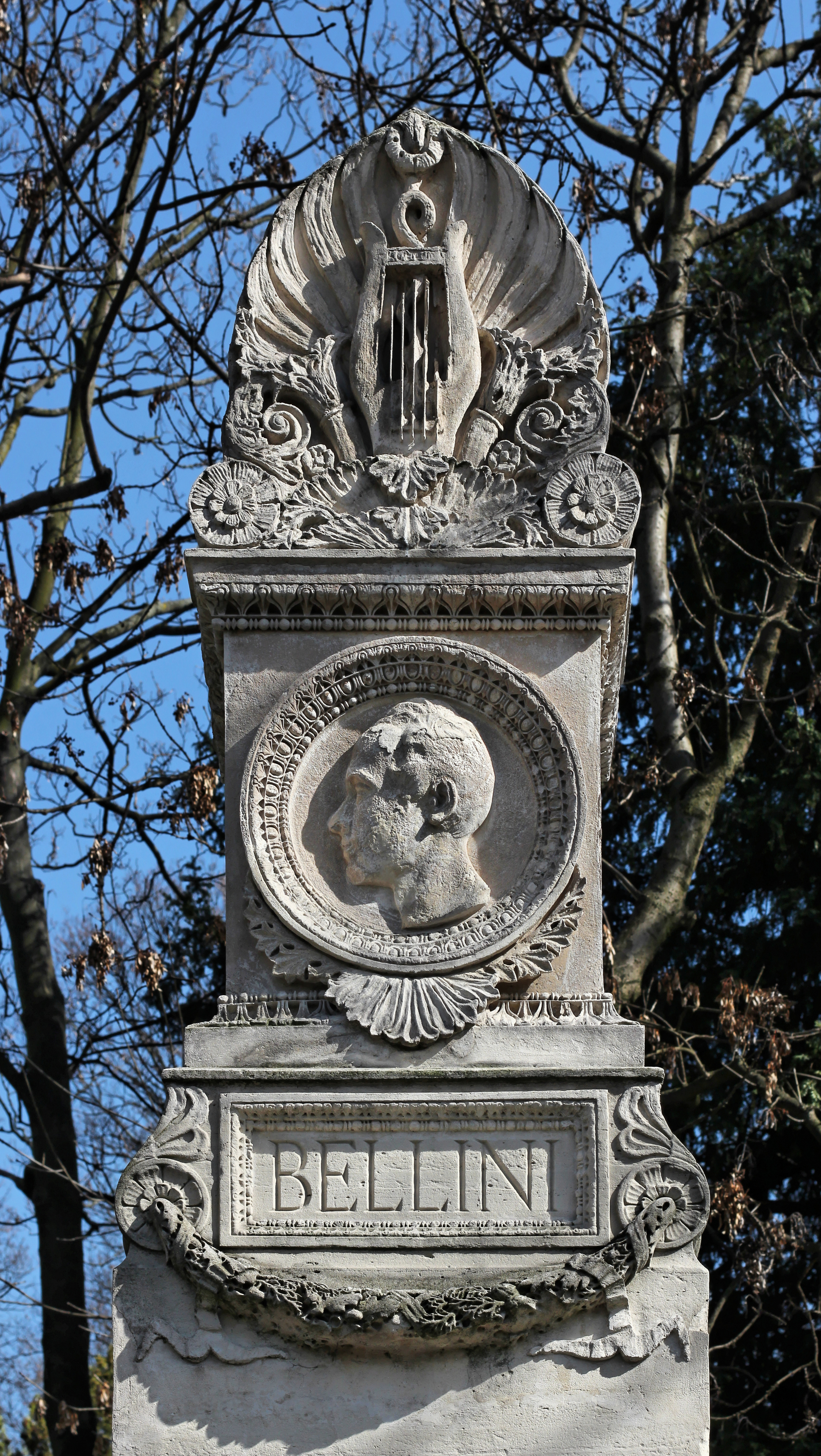
Cénotaphe de Bellini au Cimetière du Père-Lachaise, réalisé par Carlo Marochetti.

(Toutes les œuvres ci-après furent composées avant 1825.)
- Symphonie en ré majeur n° 1
- Capriccio, ossia Sinfonia per studio en do mineur
- Symphonie en si bémol majeur n° 3
- Symphonie en ré mineur no. 4
- Symphonie en mi bémol majeur n° 5
- Symphonie en mi bémol majeur n° 6
- Symphonie en ré mineur n° 7
- Symphonie en ré majeur n° 8
- Concerto pour hautbois et orchestre en mi bémol majeur

### Musique pour piano
- Allegretto en sol mineur
- Capriccio en sol majeur pour piano à 4 mains
- Polacca pour piano à 4 mains
- Sonata en fa majeur pour piano à 4 mains[14]
- Pensiero musicale (édité par Francesco Paolo Frontini) [15]
- Tema en fa mineur (vers 1834)

### Musique pour orgue
- Sonate en sol majeur
- Toccata (de la symphonie no 5, op. 42)

### Musique sacrée

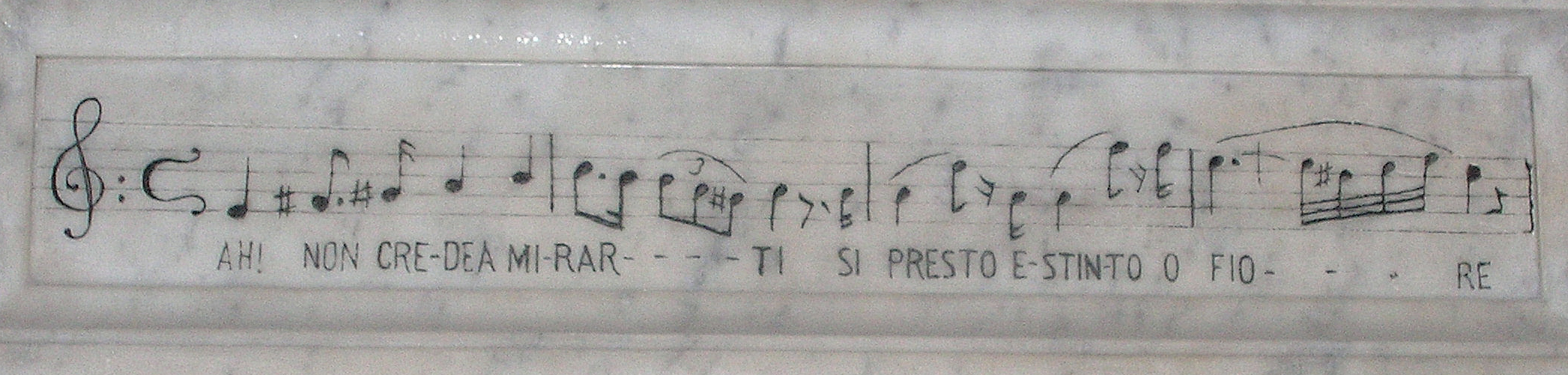
Inscription sur le tombeau de Bellini avec l'incipit de l'aria de La sonnambula :
Ah! non credea mirarti / Sì presto estinto, o fiore.
Cathédrale Sainte-Agathe à Catane.

(Toutes les compositions d'église de Bellini remontent à la période de ses études, à savoir avant 1825.)
- Compieta (Complies) (œuvre perdue)
- Cor mundum crea en fa majeur, pour voix soliste et orgue
- Credo en do majeur, pour 4 voix et orchestre
- Cum sanctis
- De torrente
- Dixit Dominus pour voix soliste, 4 voix et orchestre
- Tecum principium
- Domine Deus
- Gallus cantavit
- Gratias agimus en do majeur, pour soprano et orchestre
- Juravit
- Kyrie
- Laudamus te
- Litanie pastorali in onore della Beata Vergine pour 2 soprani et orgue
- Magnificat pour 4 voix et orchestre
- Messa in Re maggiore pour 2 soprani, ténor, basse et orchestre (1818)
- Messa in Sol maggiore pour 2 soprani, ténor, basse et orchestre
- Messa in La minore pour soprano, contralto, ténor, basse, 4 voix et orchestre
- Pange lingua pour 2 voix et orgue
- Qui sedes
- Qui tollis
- Quoniam pour ténor, 4 voix et orchestre
- Quoniam pour soprano et orchestre

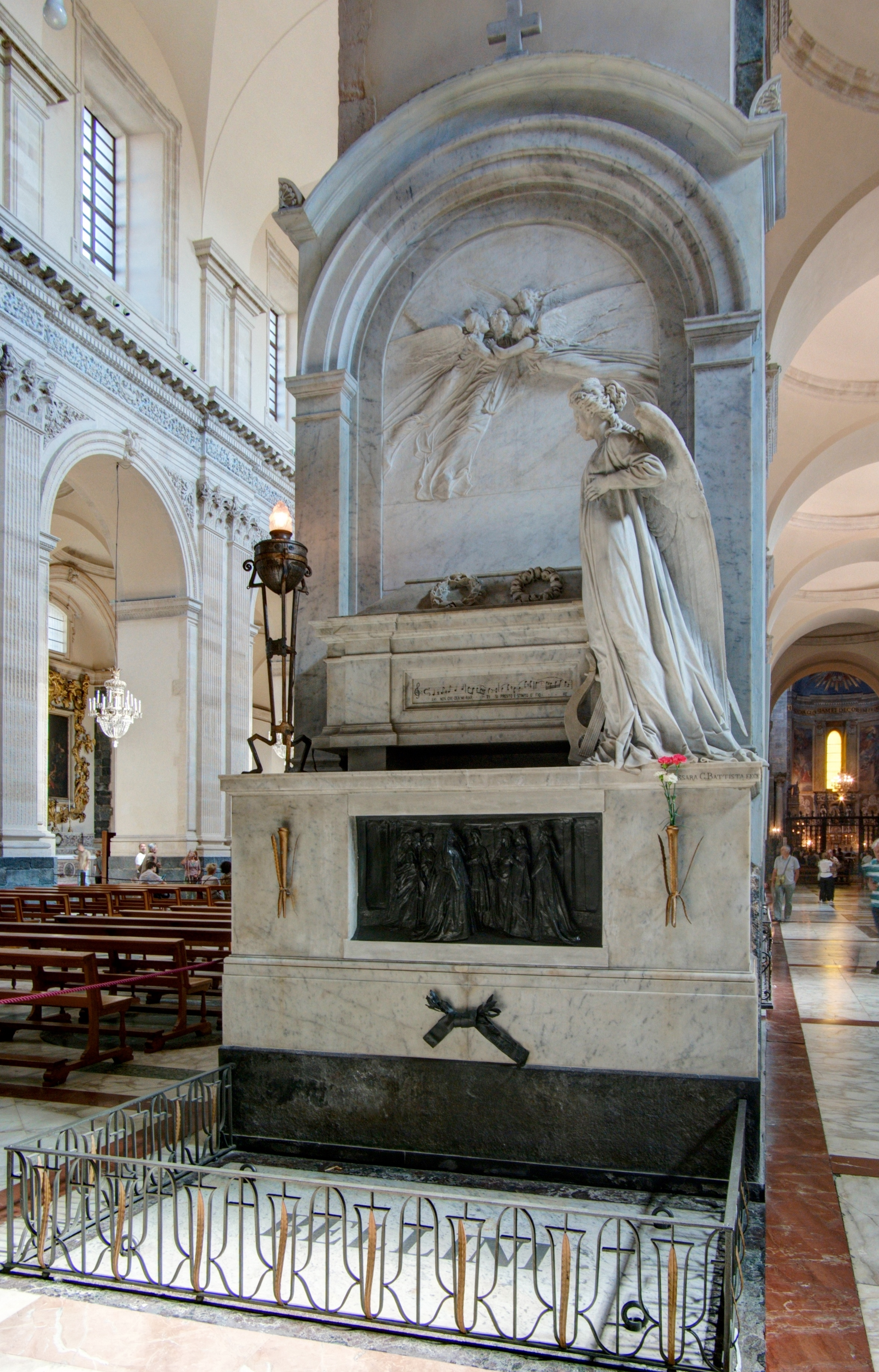
Tombeau de Bellini,
Cathédrale Sainte-Agathe à Catane.

- Salve regina en la majeur, pour 4 voix et orchestre
- Salve regina en fa mineur, pour basse et orgue
- Tantum ergo en ré majeur pour contralto et orchestre (1823)
- Tantum ergo en mi majeur, pour voix soliste, chœur et orchestre (1823)
- Tantum ergo en fa majeur, pour 2 voix et orchestre (1823)
- Tantum ergo en sol majeur, pour soprano et orchestre (1823)
- Tantum ergo con Genitori en si bémol majeur, pour soprano et orchestre
- Tantum ergo con Genitori en mi bémol majeur, pour soprano et orchestre
- Tantum ergo con Genitori en fa majeur, pour 2 soprani, 4 voix et orchestre
- Tantum ergo en fa majeur, pour soprano et orchestre
- Tantum ergo con Genitori en sol majeur, pour chœur et orchestre
- Te Deum en do majeur, pour 4 voix et orchestre
- Te Deum en mi bémol majeur, pour 4 voix et orchestre
- Versetti da cantarsi il Venerdì Santo pour 2 ténors et orchestre
- Virgam virtutis

## Adaptations et reprises ultérieures
- Le réalisateur hongkongais Wong Kar-wai a utilisé la musique de Bellini pour son long métrage 2046[16].
- L'aria Casta diva, extrait de Norma, est l'un des airs les plus célèbres et les plus repris du répertoire lyrique. Il a été popularisé par Maria Callas et Montserrat Caballé.

## Œuvre en rapport
- Camille Roqueplan (1802-1855), Les Puritains d'Écosse, huile sur toile 81 x 64,5 cm, coll. du Musée de la vie romantique, Hôtel Scheffer-Renan, Paris[17].

## Iconographies

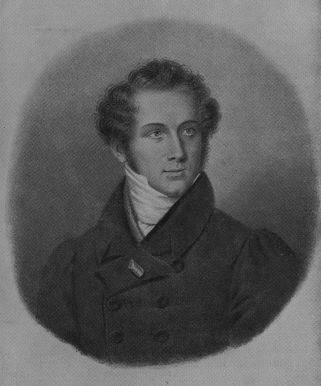
Portrait de Bellini par Natale Schiavoni.
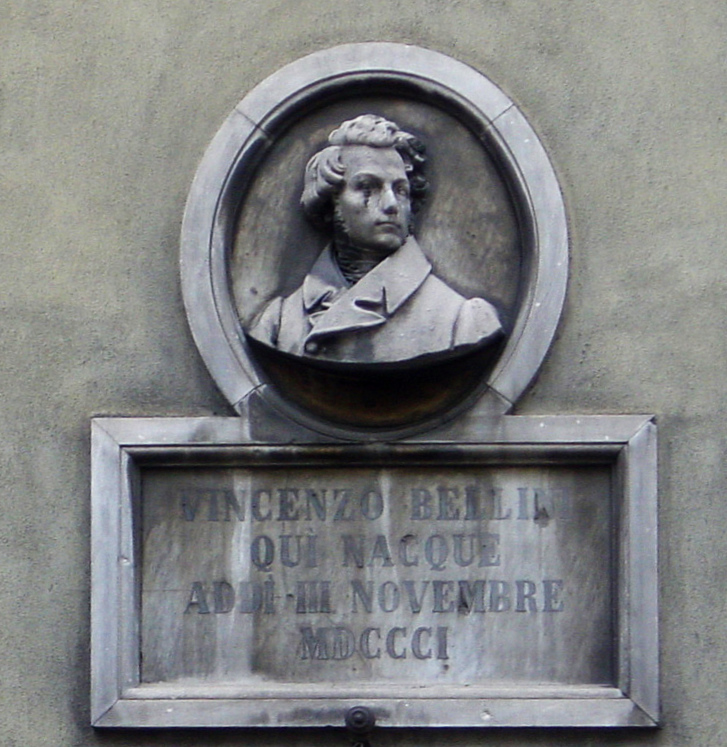
Détail de la plaque commémorative sur la maison natale de Bellini.
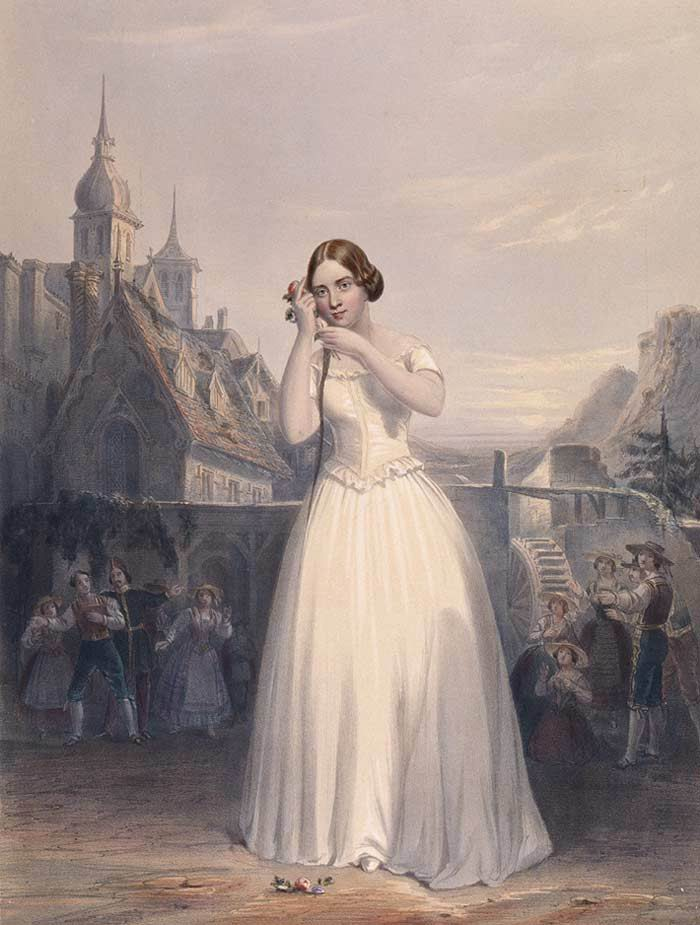
Jenny Lind dans le rôle de La sonnambula.
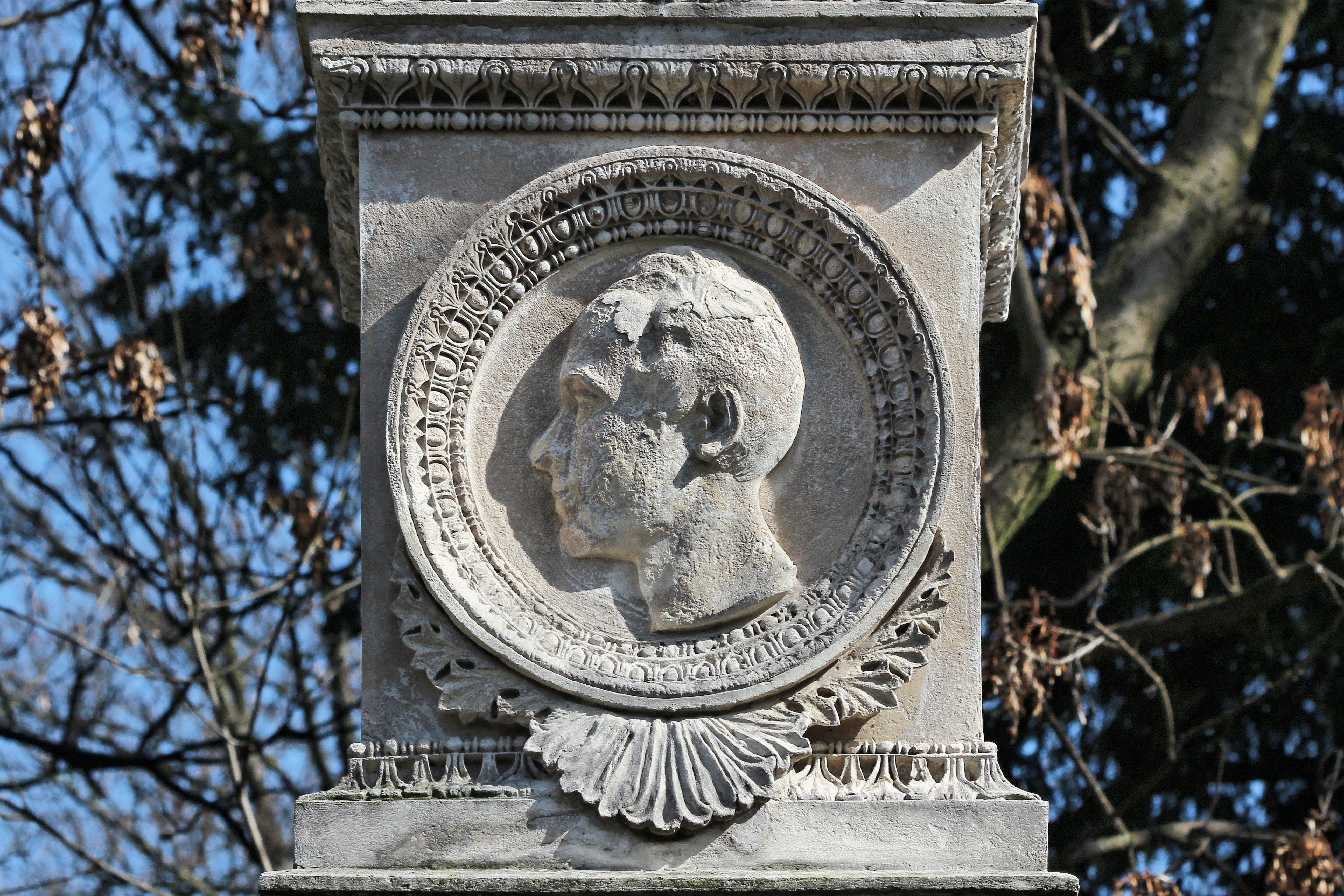
Détail de la tombe au Cimetière du Père-Lachaise

## Bibliographie sélective

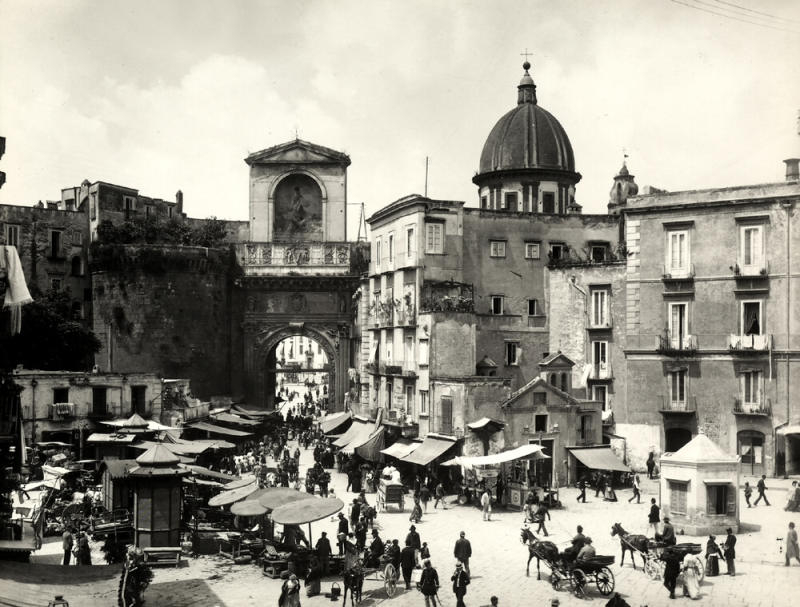
La Piazza Bellini, devant la Porta Capuana à Naples.